# Pont des Cadets

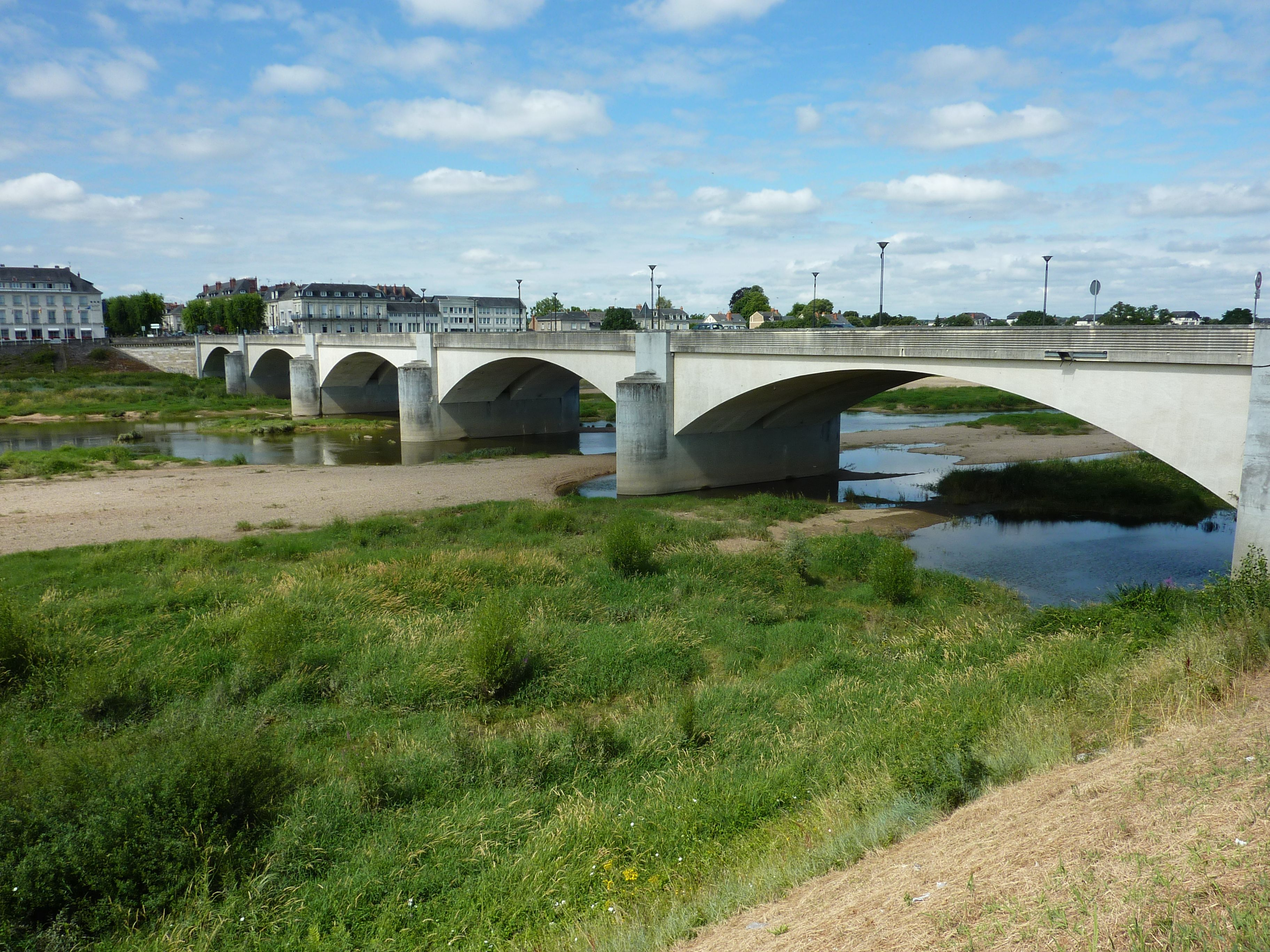
Le pont des Cadets à Saumur en 2010.

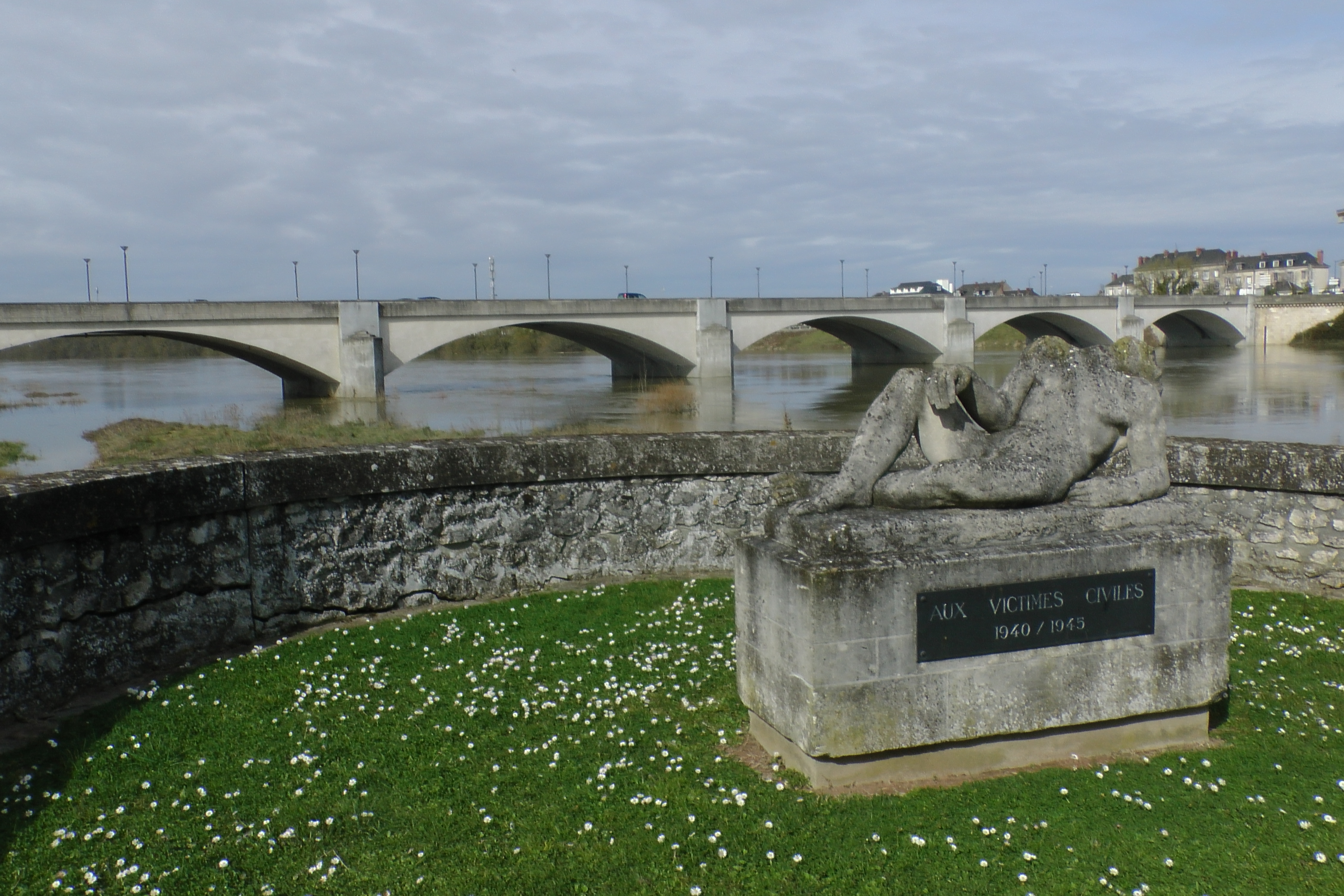
Le pont des Cadets en 2016, avec le mémorial au premier plan.

Le ponts des Cadets est un pont situé à Saumur en Maine-et-Loire.
Il relie l'Île d'Offard à la rive droite de la Loire, à l'ancienne commune de Saint-Lambert-des-Levées.

## Historique
Un premier pont (appelé pont Napoléon) avait été achevé en 1833.
Le pont actuel a été mis en service en 1950.
En juin 2016, le pont de Grenelle à Paris a été renommé « pont de Grenelle-Cadets-de-Saumur », en l'honneur des Cadets qui s'étaient illustrés lors des combats de Saumur en juin 1940, en particulier pour défendre ce pont lors de l'avancée de l'armée allemande.

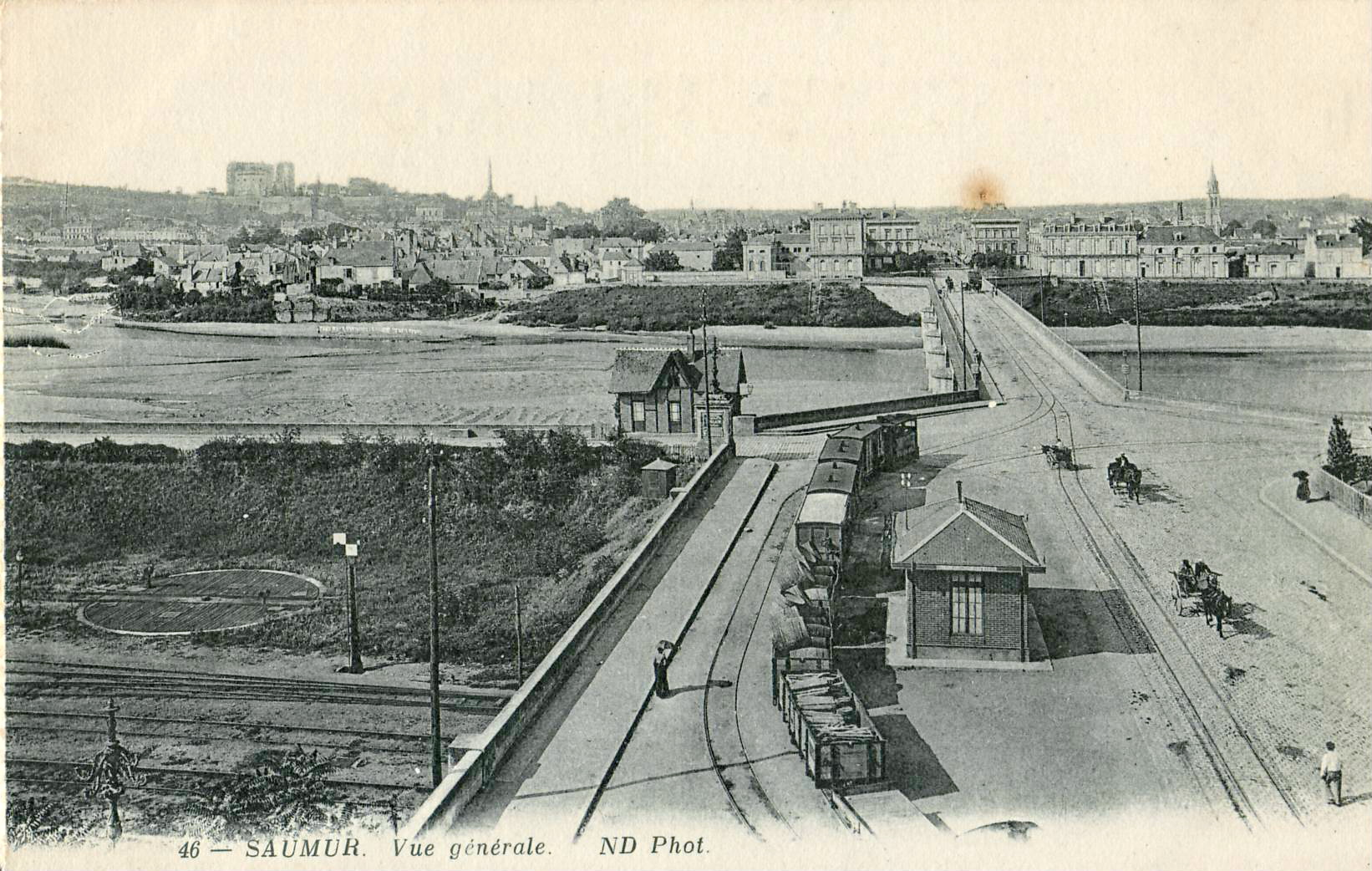
Saumur avant la Première Guerre mondiale, avec l'ancien pont.